# Aleksander Dębski (socjalista)

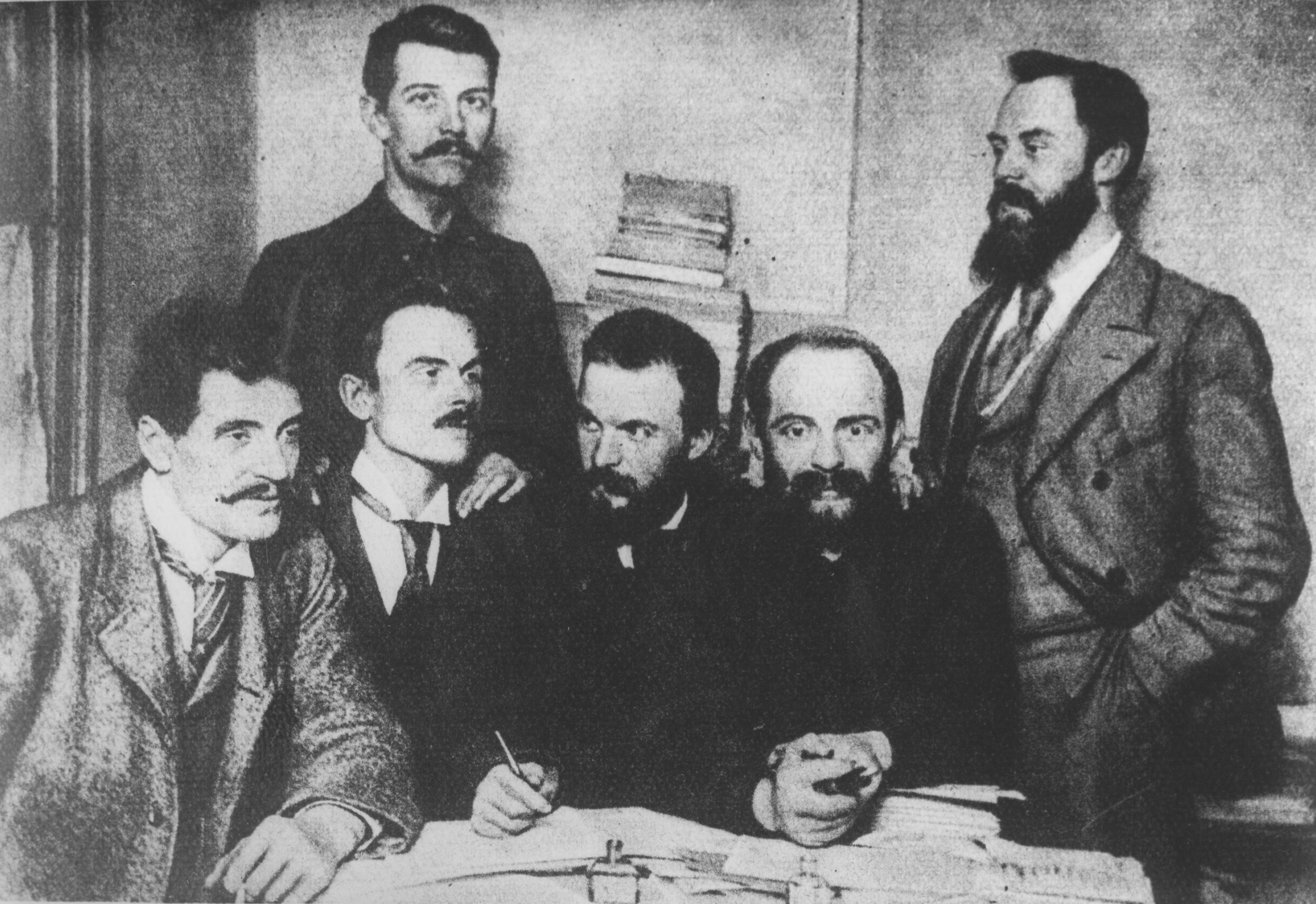
Przywódcy PPS 1896, Londyn. Siedzą od lewej: Ignacy Mościcki, Bolesław Jędrzejowski, Józef Piłsudski, Aleksander Dębski. Stoją: Bolesław Miklaszewski, Witold Jodko-Narkiewicz

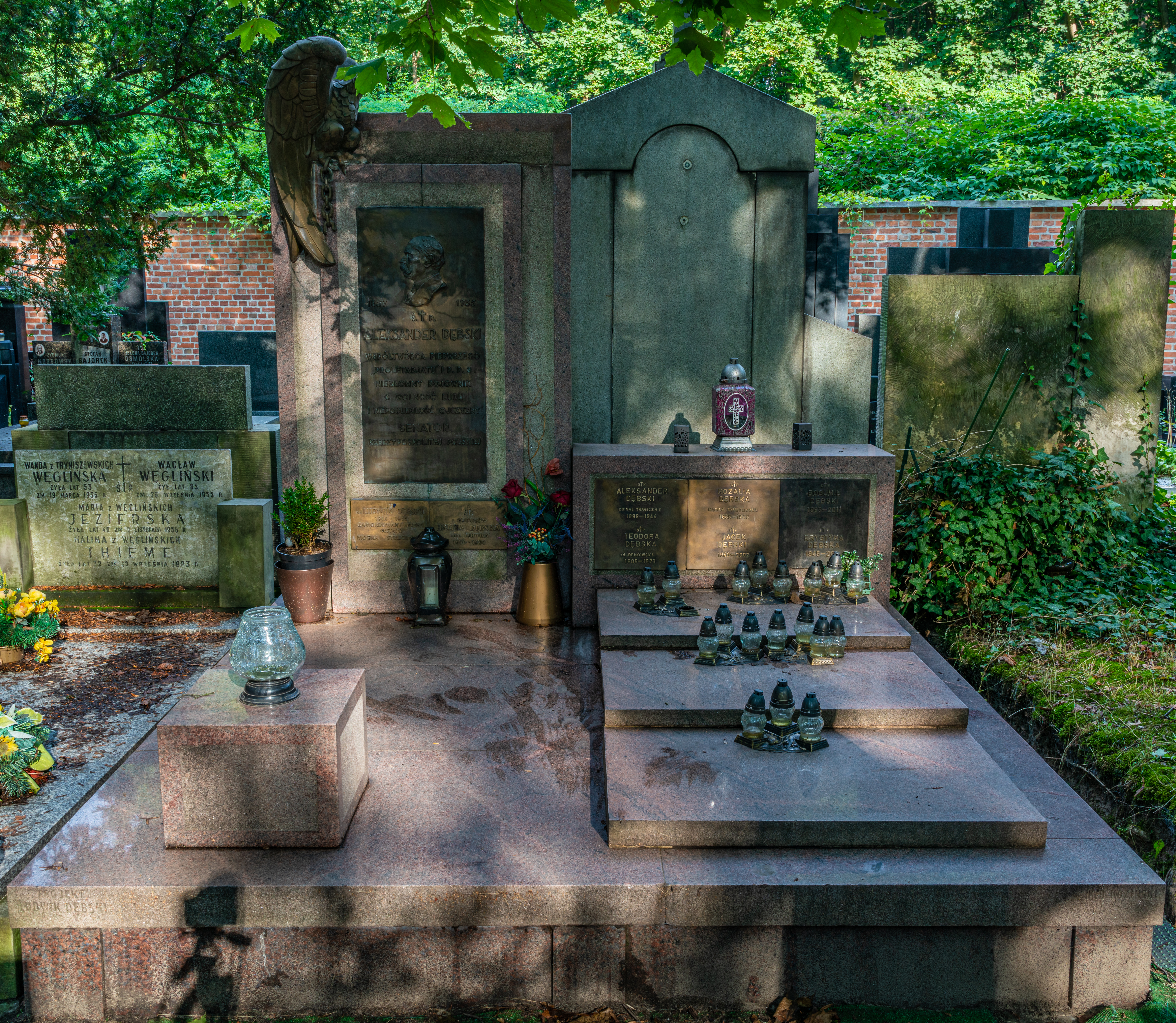
Grób Aleksandra Dębskiego na cmentarzu Powązkowskim

Aleksander Dębski, ps. „Aleksander”, „Gustaw” (ur. 17 listopada 1857 w Mogielnicy, zm. 6 marca 1935 w Warszawie) – polski działacz socjalistyczny i niepodległościowy.

## Młodość
Urodził się w rodzinie ziemiańskiej. Po ukończeniu gimnazjum w Płocku wyjechał w 1878 r. do Petersburga, gdzie studiował na uniwersytecie, a następnie w Instytucie Dróg i Komunikacji. Działał tam w Gminie Socjalistów Polskich oraz wraz z Tadeuszem Rechniewskim i Stanisławem Kunickim w Polsko-Litewskiej Partii Socjalno-Rewolucyjnej. W 1883 r. brał udział w wileńskim zjeździe kół socjalistycznych. Utrzymywał kontakty z I Proletariatem i Narodną Wolą.

## Działalność w Wielkim Proletariacie
Po aresztowaniu Ludwika Waryńskiego i innych przyjechał do Warszawy i wraz ze Stanisławem Kunickim stanął na czele I Proletariatu. Jeździł do Petersburga na uzgodnienia z Narodną Wolą. Po starciu z policją 30 lipca 1884 r. musiał uciekać z kraju. Przebywał w Paryżu i Genewie, gdzie uczestniczył wraz ze Stanisławem Mendelsonem w wydawaniu pisma „Walka” i „Przedświt”.
W 1887 r. ponownie wrócił do kraju z zamiarem odbudowy partii, jednak wkrótce został aresztowany pod Krakowem. Po zwolnieniu ponownie emigrował do Szwajcarii. Po nieudanym przygotowaniu zamachu bombowego na cara został w wyniku interwencji poselstwa rosyjskiego usunięty ze Szwajcarii. Udał się do Paryża, gdzie studiował na Sorbonie. Po zamachu S. Padlewskiego na gen. Sieliwierstowa (17 września 1890 r.) został uwięziony, a następnie uwolniony z powodu braku dowodów.

## Założyciel PPS
17–23 listopada 1892 r. z ramienia Proletariatu uczestnik Zjazdu Paryskiego tworzącego Związek Zagraniczny Socjalistów Polskich. W 1893 powołany do Centralizacji ZZSP. Po wydaleniu z Francji wraz z wszystkimi członkami Centralizacji zamieszkał w Londynie. Działał w składzie Centralizacji do 1898 r. Był współpracownikiem „Przedświtu” i członkiem polskich delegacji na Kongresie II Międzynarodówki w Londynie.
W 1899 r. wyjechał do Stanów Zjednoczonych, gdzie założył Związek Socjalistów Polskich. Uczestniczył również w Związku Narodowym Polaków. Wspierał i propagował wśród Polonii działania PPS – Frakcji Rewolucyjnej. W 1912 r. wystąpił z inicjatywą powołania Komitetu Obrony Narodowej w USA wspierającego działający w Galicji Polski Skarb Wojskowy i Komisję Tymczasową Skonfederowanych Stronnictw Niepodległościowych. Zorganizował system wsparcia finansowego dla działań niepodległościowych.
Po wybuchu I wojny światowej przybył jako delegat Komitetu Obrony Narodowej do Krakowa. Po raz drugi przybył w czerwcu 1915 r. Członek Centralnego Komitetu Narodowego w Warszawie (VII 1916 – V 1917) Na polecenie Józefa Piłsudskiego udał się w 1917 r. do Sztokholmu na zjazd działaczy niepodległościowych, a następnie do Nowego Jorku, propagując działania niepodległościowe.

## W niepodległej Polsce
W końcu 1919 r. powrócił do Polski. Brał czynny udział w działalności Polskiej Partii Socjalistycznej. Podczas wojny polsko-bolszewickiej w 1920 r. pełnił funkcję sekretarza generalnego biura werbunkowego PPS. Następnie jako przedstawiciel Biura Propagandy Zagranicznej PPS wyjeżdżał do Stanów Zjednoczonych i Anglii, wspierając politykę rządu.
We wrześniu 1928 r. na XXI Kongresie PPS w Sosnowcu został wybrany do Centralnego Sądu Partyjnego, pozostając jego członkiem do końca życia. W 1930 r. wybrano go senatorem z ramienia PPS. 
Zmarł 6 marca 1935 r. w Warszawie. Został pochowany na cmentarzu Powązkowskim (kwatera 196-4-25,26).

## Ordery i odznaczenia
- Krzyż Niepodległości z Mieczami (3 czerwca 1933)[4]
- Krzyż Legionowy[5]